# 小行星9528
小行星9528（英語：9528）是一颗围绕太阳公转的小行星。1981年3月7日，舒爾特·巴斯在赛丁泉山发现了此天体。
这颗小行星的绝对星等为25.63191等。